# Шимоновце
Шимоновце (слч. Šimonovce) насељено је мјесто са административним статусом сеоске општине (слч. obec) у округу Римавска Собота, у Банскобистричком крају, Словачка Република.

## Становништво
| Година:    | 1994. | 2004.    | 2014.    | 2024.    |
| ---------- | ----- | -------- | -------- | -------- |
| Број људи: | 446   | 497      | 578      | 512      |
| Разлика:   |       | +11,43 % | +16,29 % | -11,41 % |

| Година:    | 2023. | 2024.   |
| ---------- | ----- | ------- |
| Број људи: | 519   | 512     |
| Разлика:   |       | -1,34 % |

Према подацима о броју становника из 2011. године насеље је имало 577 становника.